# Жовтушник нечуйвітролистий
Жовтушник нечуйвітролистий (Erysimum hieraciifolium) — вид трав'янистих рослин родини капустяні (Brassicaceae). Етимологія: лат. Hieracium — «Нечуйвітер», лат. folius — «листя».

## Опис
Дворічник. Стебла прямостоячі, часто розгалужені дистально, (злегка ребристі), (1)3–9(11) дм. Прикореневі листки (висохлі від плодоношення; черешки 1–4 см); пластини еліптично-довгасті або оберненоланцетні, (1)2–6(8) см × (0.3)5–10 мм, основи клиноподібні, краї цілі або туманно зазубрені, кінчик гострий. Стеблові листки сидячі або майже сидячі; пластини лінійні або еліптично-лінійні, краї цілі або туманно зазубрені. Китиці значно витягнуті в плодах. Квіти: чашолистки довгасті, 4–7 мм; пелюстки жовті, оберненояйцеподібні, (6)7–9(10) × 2–3 мм; пиляки довгасті, 1.5–2 мм. Плоди прямостоячі, лінійні, прямі, дещо горбкуваті, (1)1.5–2.5(4) см × 1–1.3 мм. Насіння довгасте, 1–1.5 × 0.4–0.6 мм; не крилате.

## Поширення
Азія: Росія, Китай, Кашмір, Казахстан, Монголія, Пакистан, Таджикистан, Узбекистан; Європа: Білорусь, Естонія, Латвія, Литва, Молдова, Україна, Австрія, Бельгія, Чехія, Німеччина, Нідерланди, Польща, Словаччина, Данія, Фінляндія, Ісландія, Норвегія, Швеція, Албанія, Боснія і Герцеговина, Болгарія, Хорватія, Румунія, Франція. Натуралізований у Північній Америці (Канада, північ США), Аргентині. Населяє вологі ділянки, порушені ділянки, луки, узбіччя, пустирі.
В Україні зростає у степах, на схилах, в чагарниках, іноді серед сміття — у Лісостепу і Степу (крім крайнього півдня). Лікарська рослина.

## Галерея

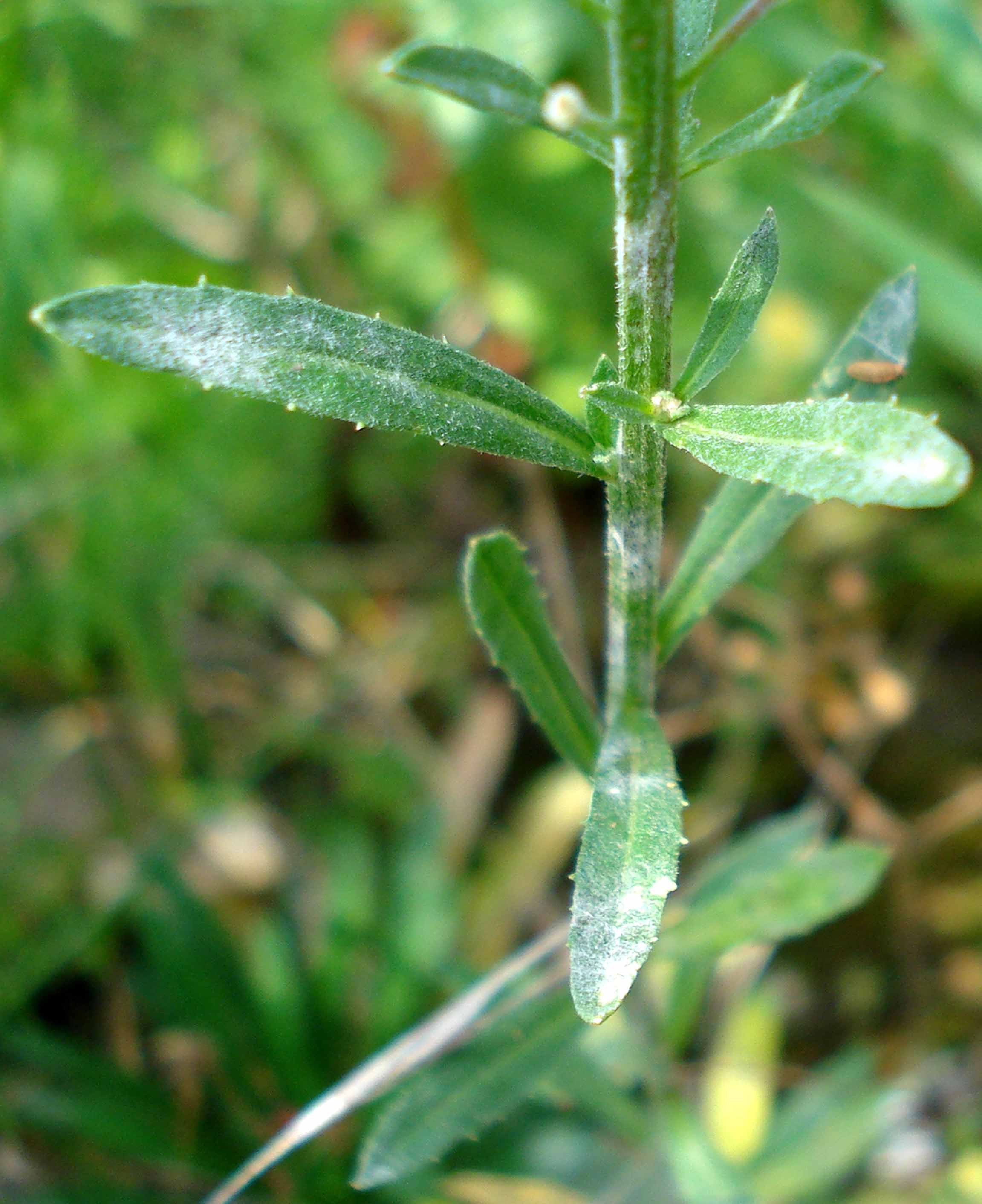
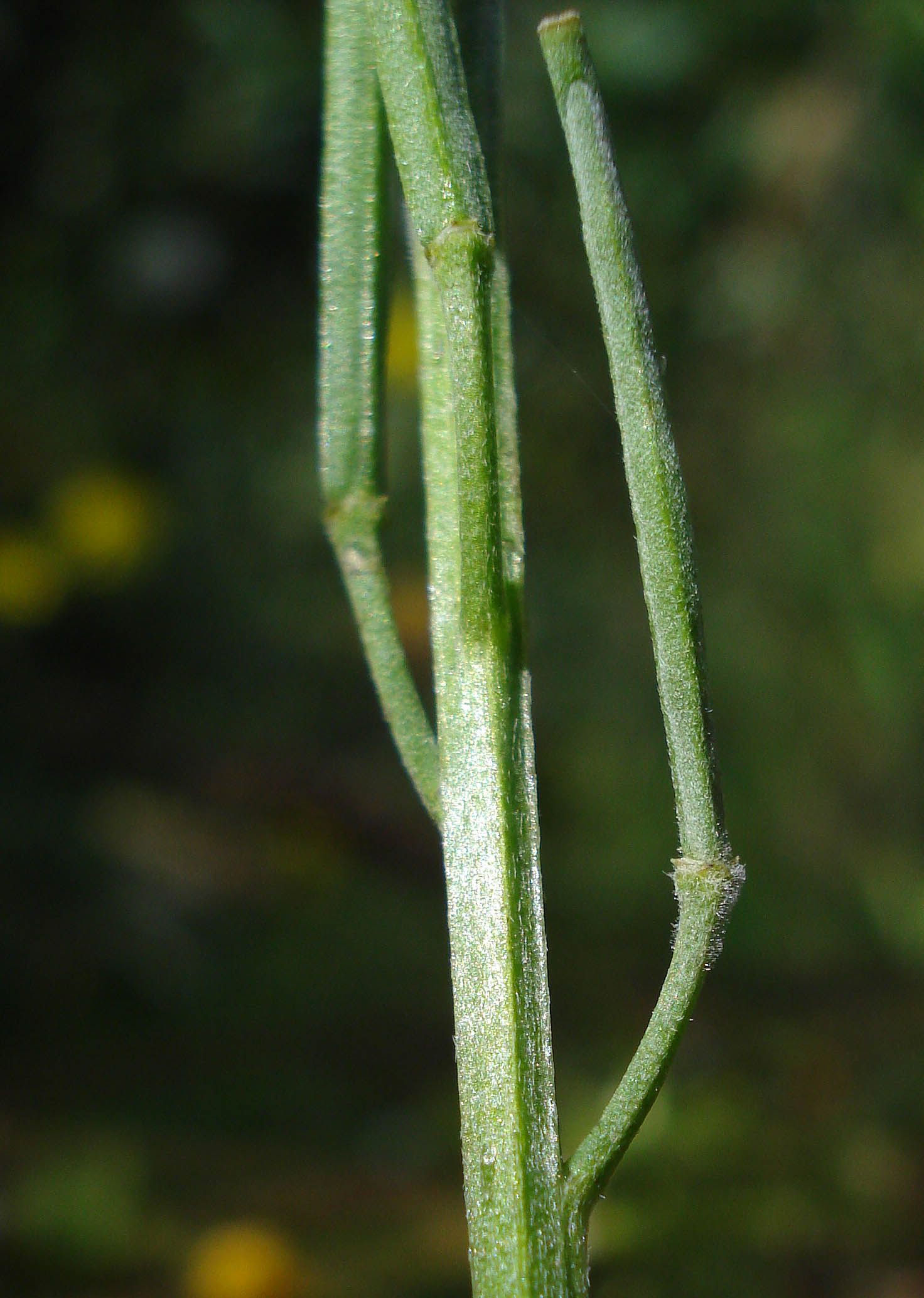
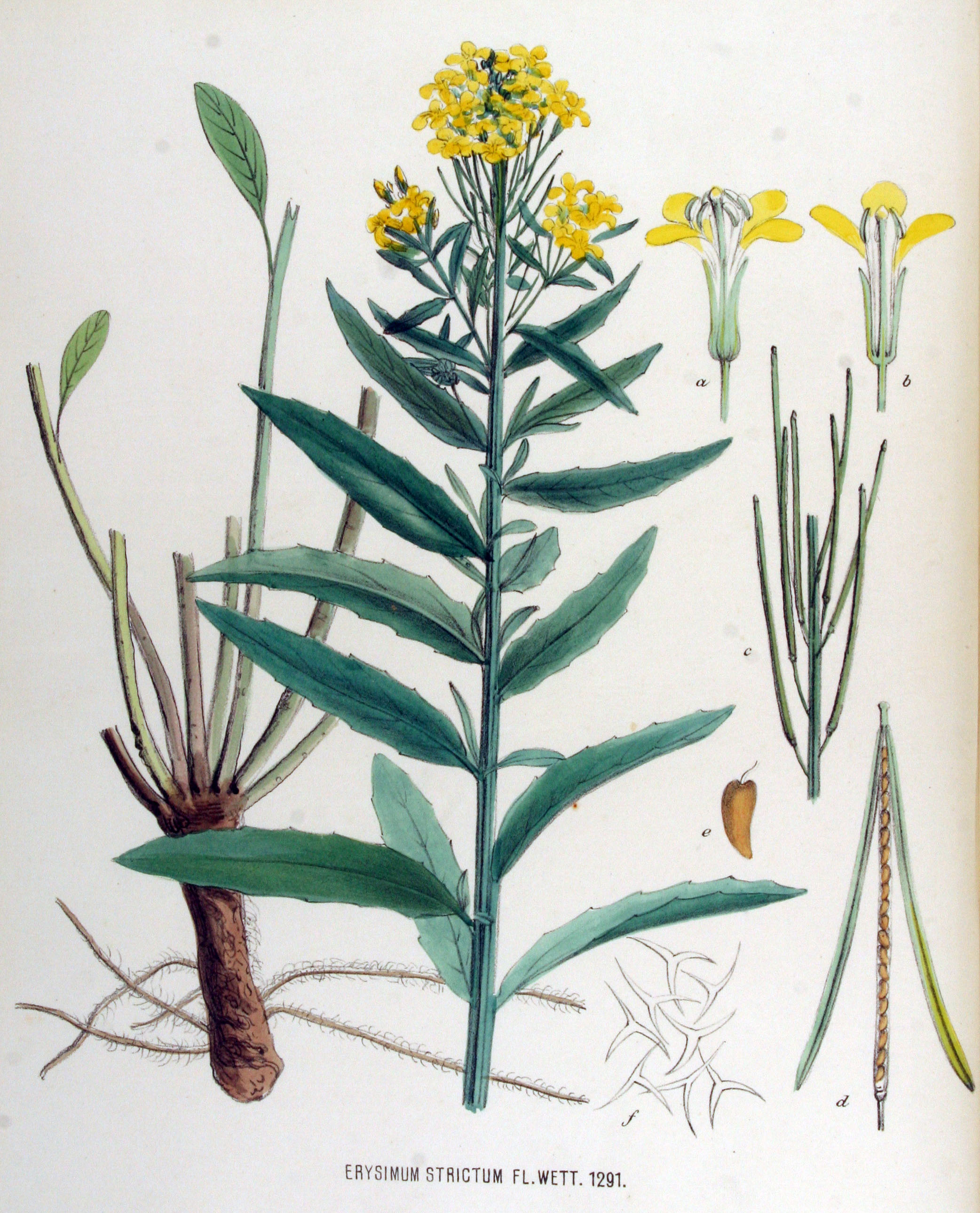